# Virginia Slims of Indianapolis 1972 - Doppio
Il doppio del torneo di tennis Virginia Slims of Indianapolis 1972, facente parte del Virginia Slims Circuit 1972, ha avuto come vincitrici Rosie Casals e Karen Krantzcke che hanno battuto in finale Judy Tegart Dalton e Françoise Dürr con il punteggio di 6–2, 6–3.

## Teste di serie
1. Rosie Casals /  Karen Krantzcke (Campionesse)

## Tabellone

### Legenda
| - Q = Qualificato - WC = Wild card - LL = Lucky loser | - ALT = Alternate - SE = Special Exempt - PR = Protected Ranking | - w/o = Walkover - r = Ritirato - d = Squalificato |

|  | Primo turno                    | Primo turno                    | Primo turno                    | Primo turno | Primo turno |  |  | Semifinali                     | Semifinali                     | Semifinali                     | Semifinali                   | Semifinali                   |   |   | Finale | Finale                         | Finale                         | Finale | Finale |  |
|  |                                |                                |                                |             |             |  |  |                                |                                |                                |                              |                              |   |   |        |                                |                                |        |        |  |
|  | J Tegart Dalton Françoise Dürr | J Tegart Dalton Françoise Dürr | J Tegart Dalton Françoise Dürr | 6           | 6           |  |  |                                |                                |                                |                              |                              |   |   |        |                                |                                |        |        |  |
|  | Vickie Berner Kristien Kemmer  | Vickie Berner Kristien Kemmer  | Vickie Berner Kristien Kemmer  | 1           | 3           |  |  | J Tegart Dalton Françoise Dürr | J Tegart Dalton Françoise Dürr | J Tegart Dalton Françoise Dürr | 6                            | 6                            |   |   |        |                                |                                |        |        |  |
|  | Wendy Overton Val Ziegenfuss   | Wendy Overton Val Ziegenfuss   | Wendy Overton Val Ziegenfuss   | 6           | 6           |  |  | Wendy Overton Val Ziegenfuss   | Wendy Overton Val Ziegenfuss   | Wendy Overton Val Ziegenfuss   | 3                            | 3                            |   |   |        |                                |                                |        |        |  |
|  | Pam Austin Jill Cooper         | Pam Austin Jill Cooper         | Pam Austin Jill Cooper         | 3           | 2           |  |  |                                |                                |                                |                              |                              |   |   |        | J Tegart Dalton Françoise Dürr | J Tegart Dalton Françoise Dürr | 2      | 3      |  |
|  | 1                              | Rosie Casals Karen Krantzcke   | Rosie Casals Karen Krantzcke   | 6           | 6           |  |  |                                |                                | 1                              | Rosie Casals Karen Krantzcke | Rosie Casals Karen Krantzcke | 6 | 6 |        |                                |                                |        |        |  |
|  |                                | Lany Kaligis Lita Liem         | Lany Kaligis Lita Liem         | 3           | 2           |  |  | 1                              | Rosie Casals Karen Krantzcke   | Rosie Casals Karen Krantzcke   | 6                            | 6                            |   |   |        |                                |                                |        |        |  |
|  | Nancy Gunter Billie Jean King  | Nancy Gunter Billie Jean King  | Nancy Gunter Billie Jean King  | 6           | 6           |  |  |                                | Nancy Gunter Billie Jean King  | Nancy Gunter Billie Jean King  | 2                            | 3                            |   |   |        |                                |                                |        |        |  |
|  | Wendy Appleby Becky Vest       | Wendy Appleby Becky Vest       | Wendy Appleby Becky Vest       | 1           | 1           |  |  |                                |                                |                                |                              |                              |   |   |        |                                |                                |        |        |  |